# Modernacris carpentieri
Modernacris carpentieri är en insektsart som först beskrevs av Willemse, C. 1949.  Modernacris carpentieri ingår i släktet Modernacris och familjen Pyrgomorphidae. Inga underarter finns listade i Catalogue of Life.